# Marc Marcombe
Marc Marcombe, né le 30 mars 1920 à La Riche (Indre-et-Loire) et mort le 28 décembre 2013 à La Roche-sur-Yon (Vendée), est un haltérophile français, évoluant dans la catégorie des poids coqs.
Il est médaillé d'argent aux Championnats d'Europe d'haltérophilie 1955 et aux Jeux méditerranéens de 1955. Il est aussi sextuple champion de France (1953, 1954, 1955, 1956, 1957 et 1959).